# The Fable of the Tip and the Treasure
The Fable of the Tip and the Treasure è un cortometraggio muto del 1915 diretto da Richard Foster Baker; il soggetto è tratto da una storia di George Ade.

## Produzione
Il film fu prodotto dalla Essanay Film Manufacturing Company.

## Distribuzione
Distribuito dalla General Film Company, il film - un cortometraggio di una bobina - uscì nelle sale cinematografiche USA l'11 agosto 1915.